# Râul Valea Șarpelui
Râul Valea Șarpelui este un curs de apă, afluent al Jiului.